# Jezioro Rejowickie
Jezioro Rejowickie (także Rejowice, Rejowiec, Rejowicki Zbiornik Wodny, Jezioro Zaporowe, Zapora Lubińska) – jezioro retencyjne na rzece Redze, na Równinie Gryfickiej, w woj. zachodniopomorskim, w gminie Gryfice i gminie Płoty. Powierzchnia zwierciadła wody wynosi według różnych źródeł od 163,8 ha do 220 ha. Szerokość zbiornika waha się od 250 m do 350 m. Powierzchnia zbiornika przy maksymalnym piętrzeniu może wynosić do 2,0 km².
Jezioro jest sztucznie utworzonym zbiornikiem, który powstał w 1926 roku przez spiętrzenie wód Regi w celu wykorzystania ich w Małej Elektrowni Wodnej "Rejowice" (ZEW Płoty) a także wyrównywania odpływów z Jeziora Lisowskiego. Moc elektrowni Rejowice wynosi 1,7 MW, a pracują w niej turbiny Francisa. Średnia produkcja roczna elektrowni wynosi 5 060 MWh.
Jezioro znajduje się w dolinie rzecznej pomiędzy pasami wzniesień, z których najwyższa jest Kocierz (57,6 m n.p.m.) na wschodnim brzegu oraz Wiatrogóra (49,2 m n.p.m.) przy zachodnim brzegu.
Pojemność całkowita zbiornika wynosi 4,6 mln m³, a wysokość piętrzenia wody wynosi 7,3 m. Pojemność użytkowa określa się jako 1,2 mln m³. Zasięg cofki na skutek piętrzenia wody wynosi ok. 15 km w górę rzeki
Według danych regionalnego zarządu gospodarki wodnej dominującymi gatunkami ryb w wodach Jeziora Rejowickiego są: płoć, okoń pospolity, szczupak pospolity. Pozostałymi gatunkami ryb występujących w jeziorze są: jaź, leszcz, karaś złocisty, ukleja, węgorz europejski, amur, karp, lin, krąp, sum  pospolity, sandacz pospolity.
Gospodarzem zbiornika jest SP/ZZMiUW Szczecin.
Regionalny Zarząd Gospodarki Wodnej w Szczecinie określa jezioro jako sztuczny zbiornik wodny Rejowice.
W 2006 roku Komisja Nazw Miejscowości i Obiektów Fizjograficznych określiła akwen jako jezioro.

Jezioro Rejowickie w sieci hydrologicznej Regi